# Jan Remees Modderman

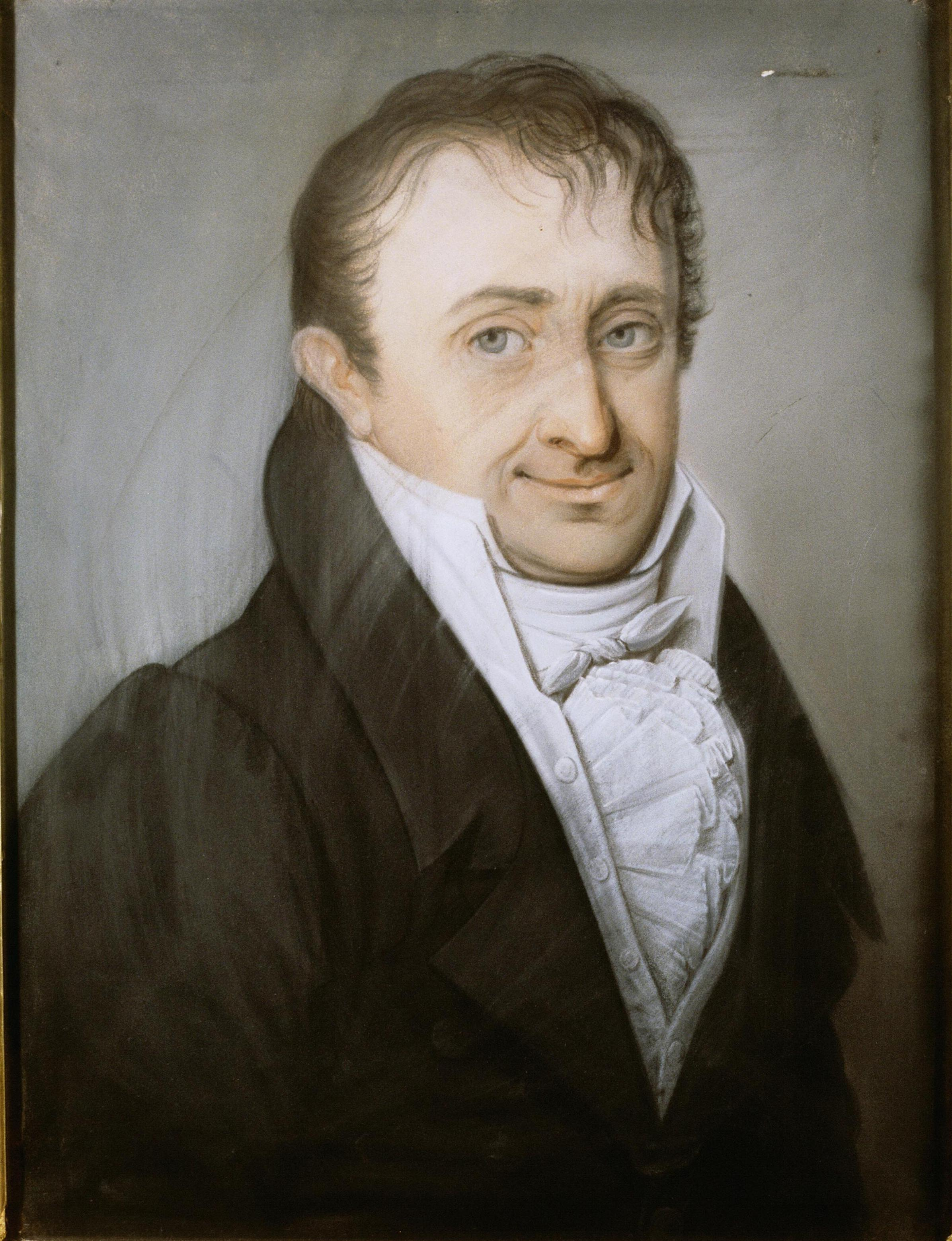
Jan Remees Modderman
(1778 - 1834) door Theodorus Bohres

Jan Remees Modderman (Groningen, 1778 - Semarang, 1834) was een Nederlands en Nederlands-Indisch advocaat, rechtsgeleerde en hoofdinspecteur van 's Rijks Belastingen te Groningen.

## Loopbaan
Jan Remees Modderman, zoon van de Groningse industrieel en patriot Jan Modderman en Angelique Esther Elin, promoveerde in 1799 aan de Universiteit van Groningen en vestigde zich na zijn studie als advocaat in Veendam. In 1808 was hij voorzitter van het gemeentebestuur van Veendam en in 1811 onderprefect van het arrondissement Winschoten, onder de titel "Sous Prefect van het Oldampt (sic) en Westerwolde". In zijn ambt als sousprefect deed hij veel voor de verbetering van wegen en voetpaden. Ook zette hij zich in voor de bewoners van zijn arrondissement. Zo bereidde hij samen met jhr. G. Horenken van Alberda de oranjeopstand voor en zocht verbinding met het kozakkenleger van Baron Rosen nadat de Fransen na de val van Napoleon moesten vluchten. Hij voerde ook het commando over 400 man van de landstorm uit het arrondissement Winschoten, dat onder andere deelnam aan het beleg van Delfzijl (1813-1814). Modderman richtte zich ook tot de Koning om zich sterk te maken voor meer dan 1900 landbouwers die meer beschermende rechten op de landbouw wilden verkrijgen.
Nadat de functie van sousprefect werd opgeheven vestigde Modderman zich als advocaat in Groningen. Later werd hij controleur bij 's Rijks Belastingen in Harlingen, waarna hij in 1819 hoofdinspecteur in Groningen werd.
Van 6 juli 1824 tot 1 juli 1827 was Modderman lid van de Provinciale Staten van Groningen.
Alhoewel Modderman aanvankelijk gefortuneerd was, geraakte hij in erbarmelijke omstandigheden, doordat hij te filantropisch ingesteld was. Daardoor was hij in 1826 genoodzaakt zich als advocaat in Batavia te vestigen.

## Vrijmetselarij
Jan Remees was net als zijn vader, Jan Modderman, zijn oom Tonco Modderman en zijn zoon Remees Floris en kleinzoon Hendrik Johan George Modderman vrijmetselaar en lid van de Groninger loge L'Union Provinciale. Voor de loge stelde hij samen met Jacob Baart de la Faille II de Gezangen van de Loge L'Union Provinciale samen. In zijn voorwoord nam Jan Remees Modderman ettelijke gedichten van zijn hand op. Dichten zat blijkbaar in de familie, want net als zijn oom Tonco was Jan Remees een verdienstelijk dichter.

## Bibliografie

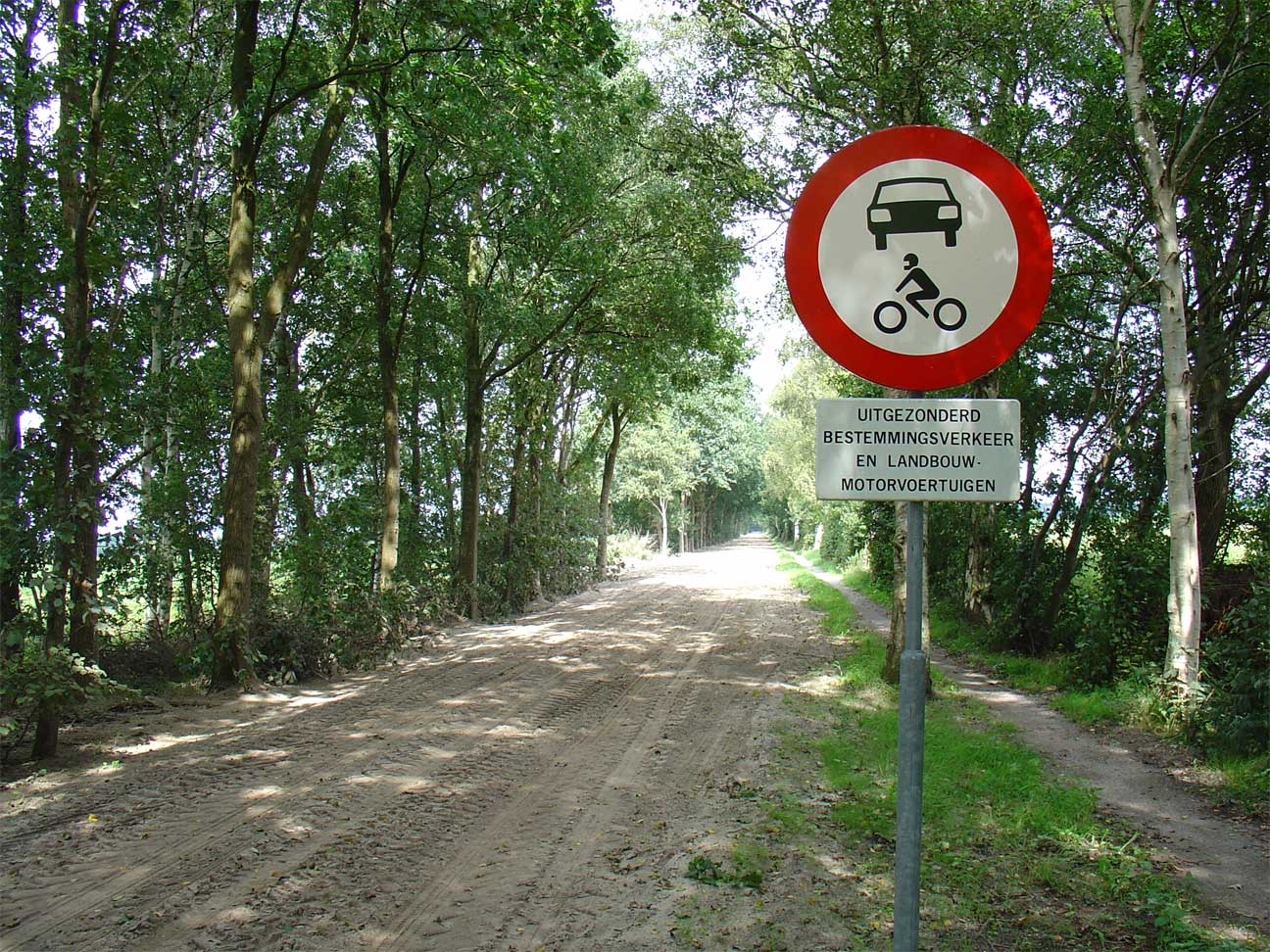
Het Moddermanspad van Bourtange naar Over de Dijk

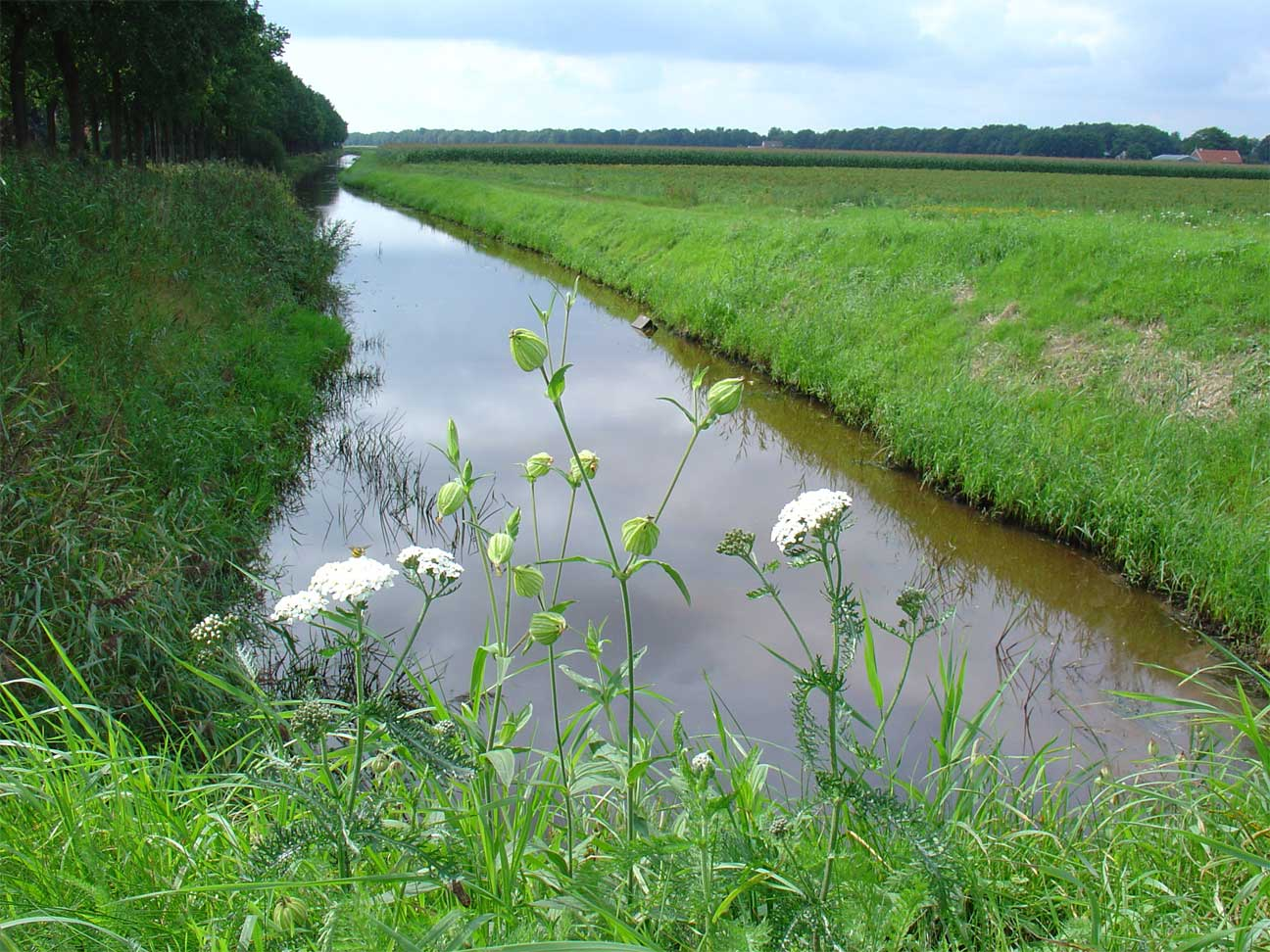
Het Moddermansdiep in Over de Dijk

## Moddermansdiep, -pad en -straat
- Als herinnering aan het betekenis van Jan Remees Modderman voor de ontsluiting van het Oost-Groningse gebied is het Moddermansdiep naar hem genoemd. Dit kanaal heette oorspronkelijk het Sellingerdiep en liep van de Ruiten Aa bij Rijsdam naar de vesting Bourtange. De aanleg van het kanaal had strategische redenen. Het zorgde voor voldoende water in het moerasgebied rond de vesting en voorzag de vestinggrachten van water. Het inmiddels gedempte deel van Over de Dijk tot Bourtange, een zandweg van circa 2,5 kilometer, heeft de naam Moddermanspad gekregen.
- Ook is er een straat in Veendam naar hem genoemd.

- International Standard Name Identifier: 0000 0003 9618 5718
- Nederlandse Thesaurus van Auteursnamen: 122429834
- Virtual International Authority File: 291059058
- WorldCat: E39PBJkhP6byk9KHMfFj9FMkjC